# Karim Traïdia
Karim Traïdia (Besbes), is een Algerijns-Nederlands filmregisseur. Hij is de broer van acteur Hakim Traïdia.

## Leven en werk
Hij studeerde sociologie in Parijs en verhuisde in 1979 naar Nederland. In 1991 voltooide hij zijn opleiding aan de Nederlandse Film en Televisie Academie. In 1991 studeerde hij af met De onmacht (nominatie Gouden Kalf voor beste korte film, Prijs van de Stad Milano, Beste film in Oberhausen, Kodack prijs in Munchen.) Zijn eerste lange speelfilm De Poolse bruid won een Gouden Kalf voor Beste Regisseur en de Audience prijs in Rotterdam, kreeg een nominatie voor de Golden Globe, Prix Europa in Berlijn, Best European Entry in Los Angeles AFI. Hij ontving het Charlotte Köhler Stipendium voor Lijdensweg.
Les Diseurs de Verité, zijn tweede speelfim won de prijs van Beste Film in Valencia, werd geselecteerd voor de Tiger Awards Rotterdam en won verschillende Jury awards en Audience Award.

## Filmografie

### Films
| Jaar | Titel                                |
| ---- | ------------------------------------ |
| 1991 | De Onmacht                           |
| 1993 | The Curse                            |
| 1993 | Aicha                                |
| 1994 | Lijdensweg                           |
| 1996 | Exil                                 |
| 1996 | De woestijn en de zee                |
| 1998 | De Poolse bruid                      |
| 2000 | Les Diseurs de Vérité                |
| 2000 | Haarlem-Algerije                     |
| 2005 | Verdrietig is verleden tijd          |
| 2005 | Eilandgasten                         |
| 2007 | De Avondboot                         |
| 2008 | Moes (miniserie)                     |
| 2009 | Dakira                               |
| 2010 | Vrij Spel                            |
| 2016 | Chroniques de mon Village            |
| 2016 | Solar Eclipse, the depth of Darkness |

### Televisieseries
| Jaar | Titel              |
| ---- | ------------------ |
| 2008 | Koning van de Maas |